# Марфино (Устюженский район)
Ма́рфино — деревня в Устюженском районе Вологодской области.
Входит в состав Мезженского сельского поселения, с точки зрения административно-территориального деления — в Мезженский сельсовет.
Расположена на левом берегу реки Мезга. Расстояние по автодороге до районного центра Устюжны — 16 км, до центра муниципального образования деревни Долоцкое — 22 км. Ближайшие населённые пункты — Деревяга, Мочала, Рожнёво.
Население по данным переписи 2002 года — 13 человек.